# Хоняков
Хоняков (укр. Хоняків) — село в Славутском районе Хмельницкой области Украины.
Население по переписи 2001 года составляло 278 человек. Почтовый индекс — 30033. Телефонный код — 3842. Занимает площадь 1,39 км². Код КОАТУУ — 6823988401.

## Местный совет
30033, Хмельницкая обл., Славутский р-н, с. Хоняков